# Мороз, Александр Владимирович
Александр Владимирович Мороз  (род. 11 августа 1950, город Полонное, теперь Хмельницкой области) — украинский деятель, правовед, следователь прокуратуры. Народный депутат Украины 1-го созыва.

## Биография
Родился в семье учителя.
В 1967—1969 годах — рабочий, накатник бумажной машины Славутской бумажной фабрики Хмельницкой области.
В 1969—1971 годах — служба в Советской армии.
В 1971—1973 годах — учитель производственного обучения Славутской средней школы № 1 Хмельницкой области.
В 1973—1977 годах — студент Харьковского юридического института имени Дзержинского.
В 1977—1978 годах — стажер, следователь прокуратуры Беляевского района Одесской области. В 1978—1979 годах — следователь прокуратуры Центрального района города Николаева. В 1979—1983 годах — старший следователь прокуратуры Ленинского района города Николаева, старший следователь прокуратуры города Николаева.
Член КПСС с 1982 по 1991 год.
В 1983—1984 годах — старший следователь Николаевской областной прокуратуры.
В 1984—1988 годах — следователь в следственной группе прокуратуры СССР под руководством Т. Х. Гдляна и Н. В. Иванова по «Узбекскому делу».
В 1988—1989 годах — прокурор-криминалист Николаевской областной прокуратуры.
С 1989 года — начальник юридического бюро Николаевского завода «Кристалл».
18.03.1990 избран Народным депутатом Украины, 2-й тур 61,93 % голосов, 10 претендентов. Входил в группу «Согласие-Центр». Заместитель Председателя Комиссии ВР Украины по вопросам правопорядка и борьбы с преступностью.
В 1994—1996 годах — начальник юридической службы Украинского промышленно-инвестиционного концерна.
С 1996 года — руководитель юридической службы Украинской внешнеэкономической фирмы «Биомед».
Женат, двое детей.